# یواس‌اس دالگرن (دی‌دی‌جی-۴۳)
یواس‌اس دالگرن (دی‌دی‌جی-۴۳) (به انگلیسی: USS Dahlgren (DDG-43)) یک کشتی بود که طول آن ۵۱۲٫۵ فوت (۱۵۶٫۲ متر) بود. این کشتی در سال ۱۹۶۰ ساخته شد.